# Victor Millan
Pour les articles homonymes, voir Millan.
Ne pas confondre avec l'écrivain américain Victor Milán (1954-2018).
Victor Millan (nom de scène de Joseph Brown), né le 1er août 1920 à Los Angeles (Californie) et mort le 3 août 2009 à Santa Monica (Californie), est un acteur américain.

## Biographie

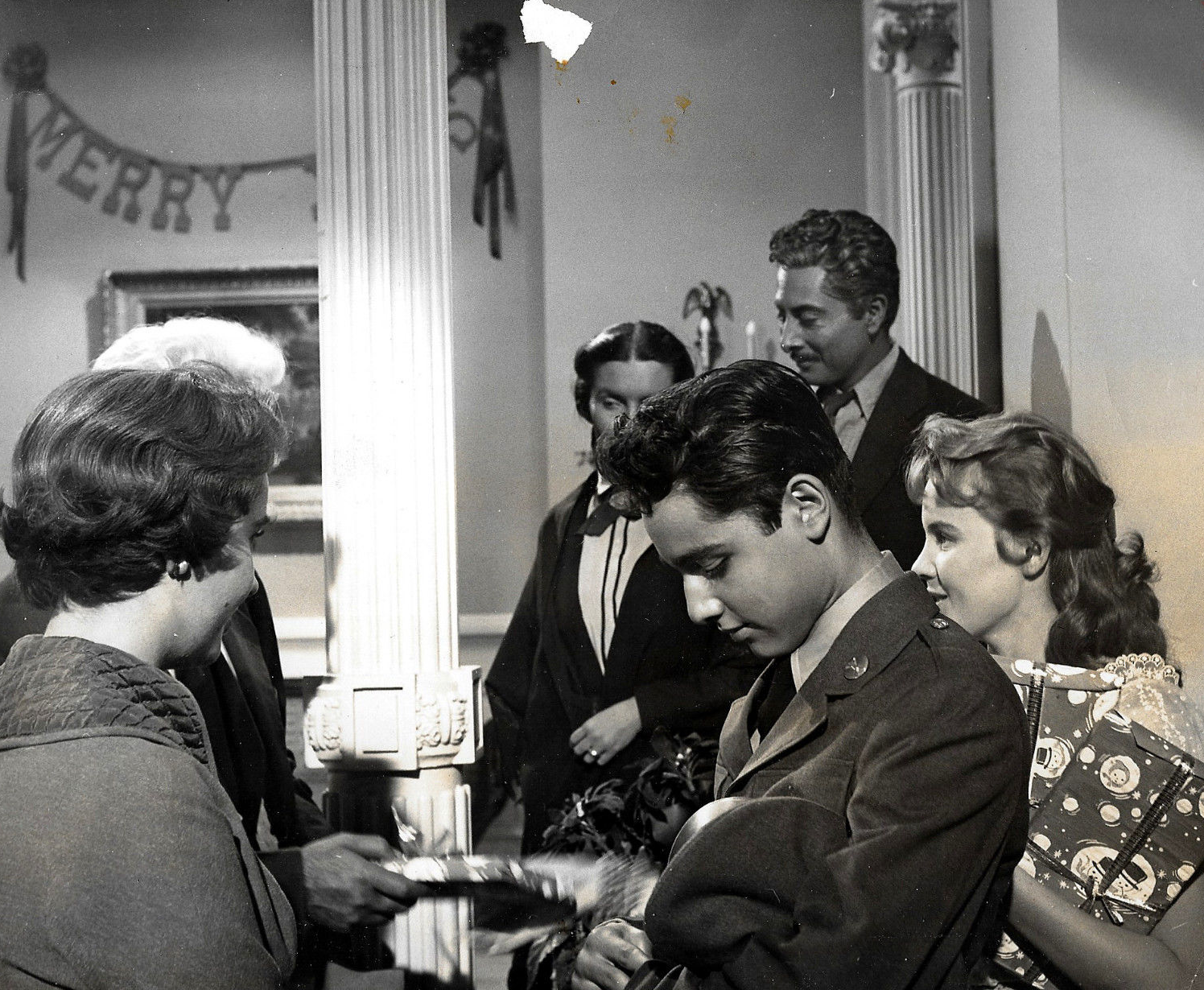
Géant (1956), avec Elizabeth Taylor, Sal Mineo et Carroll Baker au 1er plan, Pilar Del Rey et Victor Millan au 2e plan (photo promotionnelle)

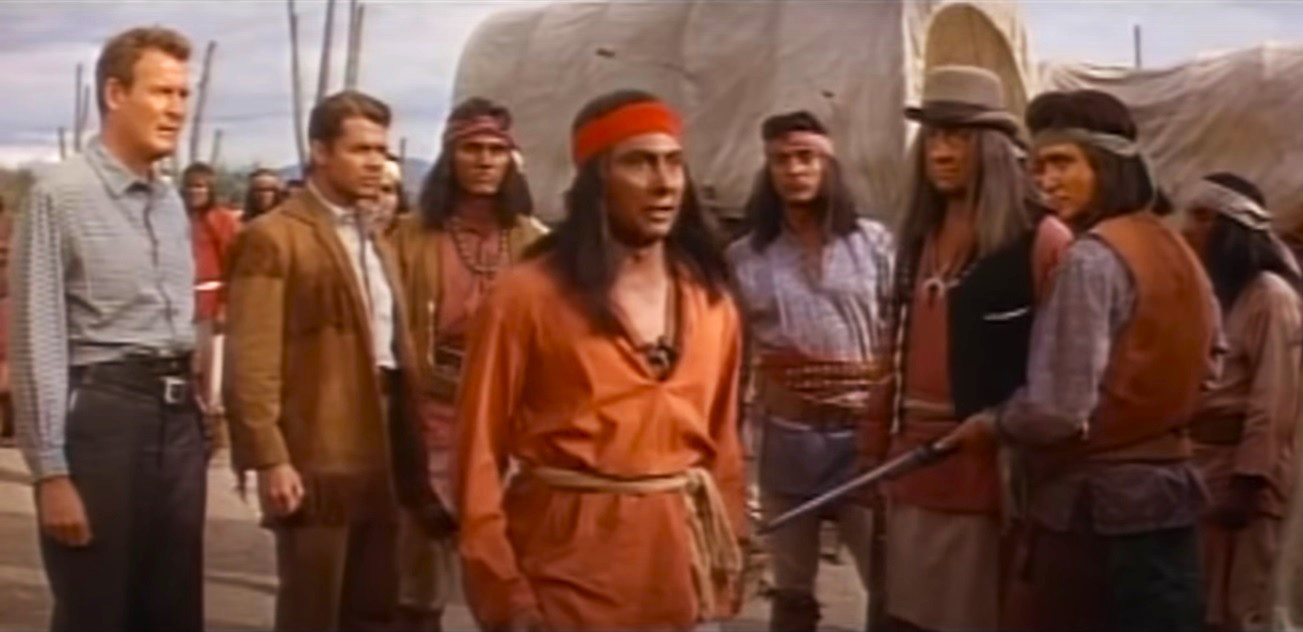
L'Homme de San Carlos (1956), avec Charles Drake et Audie Murphy à g. et Victor Millan en bandeau rouge

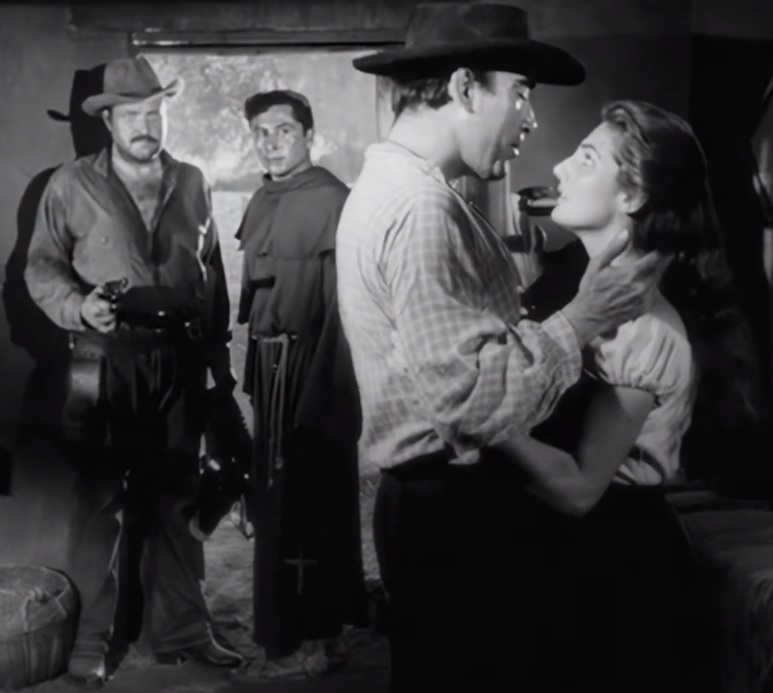
La Chevauchée du retour (1957), avec William Conrad, Victor Millan, Anthony Quinn et Lita Milan (de g. à d.)

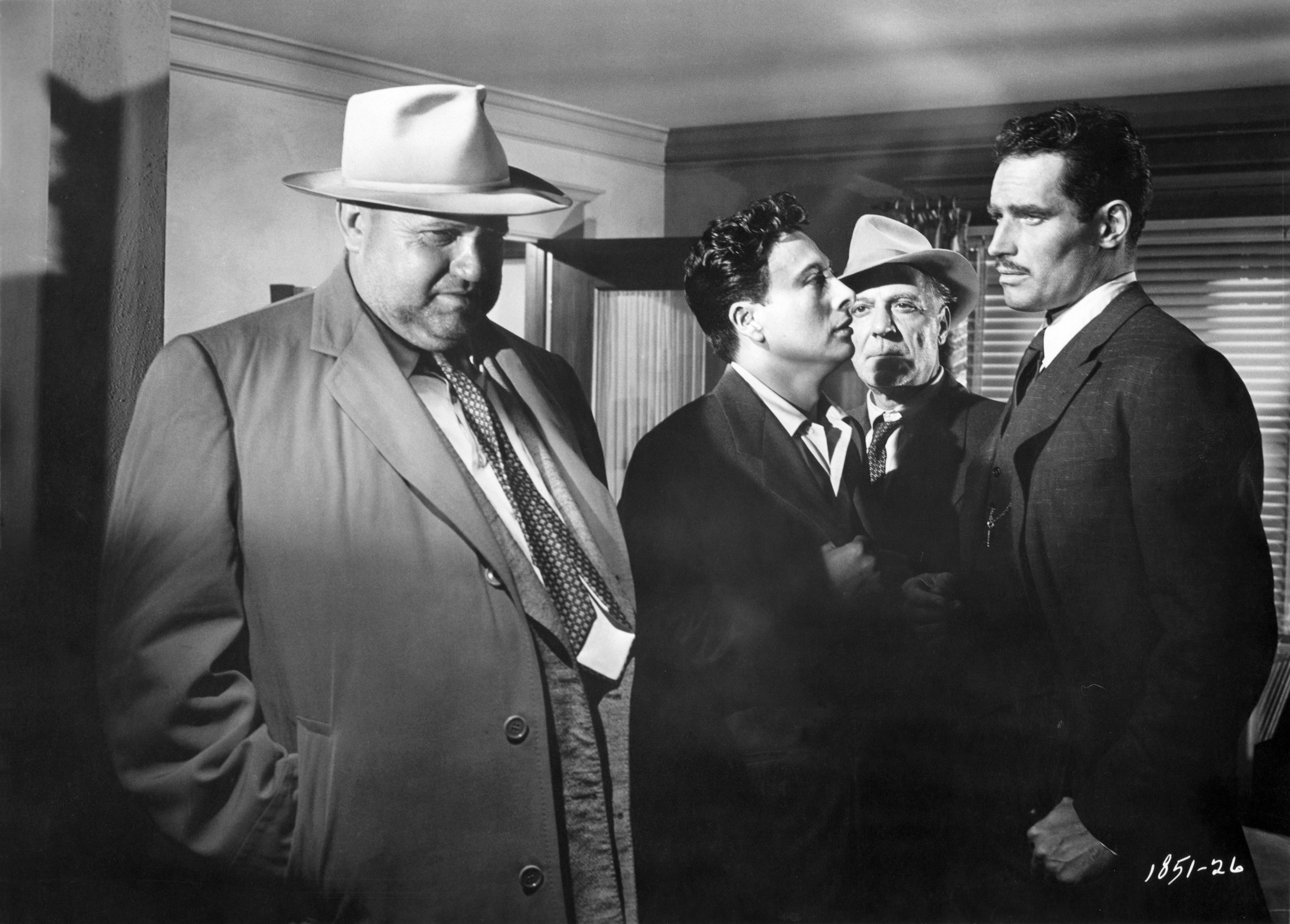
La Soif du mal (1958), avec Orson Welles, Victor Millan, Joseph Calleia et Charlton Heston (de g. à d., photo promotionnelle)

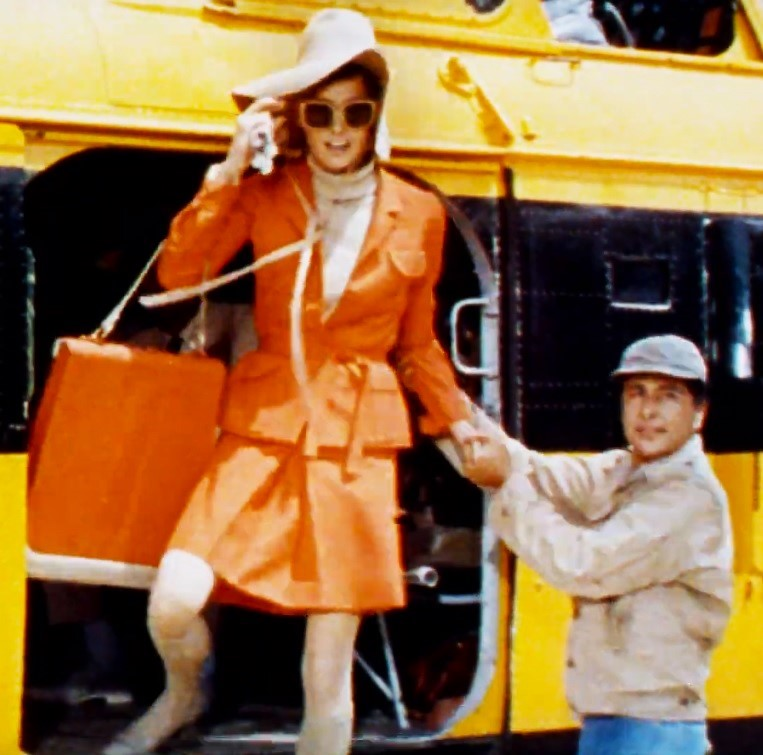
La Jungle aux diamants (1968), avec Eva Renzi et Victor Millan

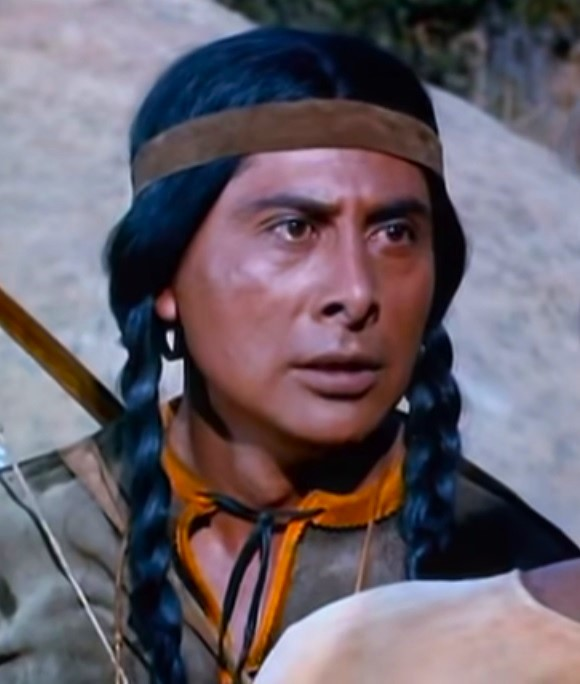
Dans la série Bonanza, épisode Le Sauvage (1960)

Souvent acteur de western, Victor Millan contribue au cinéma à vingt-quatre films américains (ou en coproduction), les trois premiers sortis en 1952, dont le film de guerre Les Diables de l'Oklahoma de John H. Auer (avec Barton MacLane et Ben Cooper). Suivent notamment Géant de George Stevens (avec Rock Hudson et Elizabeth Taylor) et L'Homme de San Carlos de Jesse Hibbs (avec Audie Murphy et Anne Bancroft), tous deux sortis en 1956, La Soif du mal d'Orson Welles (1958, avec le réalisateur et Charlton Heston), La police fédérale enquête de Mervyn LeRoy (1959, avec James Stewart et Vera Miles) et Doc Savage arrive de Michael Anderson (1975, avec Ron Ely et Paul Gleason). Son dernier film est Scarface de Brian De Palma (1983, avec Al Pacino et Michelle Pfeiffer).
À la télévision américaine, il apparaît dans soixante-dix séries, dont La Flèche brisée (deux épisodes, 1957-1958), Bonanza (un épisode, 1960), La Grande Vallée (trois épisodes, 1967-1968) et Columbo (deux épisodes, 1973). Sa dernière série est K 2000 (un épisode, 1982).
S'ajoutent six téléfilms, le premier diffusé en 1969, le dernier en 1989 (son ultime prestation à l'écran), dont Chantage à Washington de Steven Spielberg (1973, avec Martin Landau et Barbara Bain).
Victor Millan meurt en 2009, deux jours après son 89e anniversaire.

## Filmographie partielle

### Cinéma
- 1952 : Le Traître du Texas (Horizons West) de Budd Boetticher : un soldat mexicain
- 1952 : Les Diables de l'Oklahoma (Thunderbirds) de John H. Auer : le soldat Joe Lastchance
- 1954 : La Piste des éléphants (Elephant Walk) de William Dieterle : Koru
- 1954 : L'Aigle solitaire (Drum Beat) de Delmer Daves : un indien
- 1955 : Une étrangère dans la ville (Strange Lady in Town) de Mervyn LeRoy : le jeune prêtre
- 1955 : Le Cri de la victoire (Battle Cry)  de Raoul Walsh : le soldat Pedro
- 1956 : Géant (Giant) de George Stevens : Angel Obregón I
- 1956 : L'Homme de San Carlos (Walk the Proud Land) de Jesse Hibbs : Santos
- 1956 : The Girl He Left Behind de David Butler : le sergent Storm Cloud
- 1957 : La Chevauchée du retour (The Ride Back) d'Allen H. Miner (en) : le père Ignatio
- 1958 : La Soif du mal (Touch of Evil) d'Orson Welles : Manolo Sanchez
- 1958 : Terreur au Texas (Terror in a Texas Town) de Joseph H. Lewis : José Mirada
- 1959 : La police fédérale enquête (The FBI Story) de Mervyn LeRoy : Mario
- 1962 : King Kong contre Godzilla (キングコング対ゴジラ, Kingu Kongu tai Gojira) d'Ishirō Honda (coproduction américano-japonaise) : Rodrigo Infanta
- 1968 : La Jungle aux diamants (The Pink Jungle) de Delbert Mann : le pilote d'hélicoptère
- 1975 : Doc Savage arrive (Doc Savage: The Man of Bronze) de Michael Anderson : le roi Chaac
- 1976 : W. C. Fields et moi (W. C. Fields and Me) d'Arthur Hiller : le traducteur d'espagnol
- 1977 : Le Casse-cou (Viva Knievel!) de Gordon Douglas : un commentateur sportif
- 1983 : Scarface de Brian De Palma : Ariel Bleyer

### Télévision

#### Séries
- 1953-1956 : Schlitz Playhouse of Stars
  - Saison 2, épisode 47 Knave of Hearts (1953) de Ted Post : Andy Lopez
  - Saison 7, épisode 33 The Town That Slept with the Lights On (1956) d'Edmond O'Brien : Joe Rivera
- 1957-1958 : La Flèche brisée (Broken Arrow)
  - Saison 1, épisode 19 The Doctor (1957) de William Beaudine : Dr Luke
  - Saison 2, épisode 21 Escape (1958) de William Beaudine : Tahzay
- 1959-1966 : Les Aventuriers du Far West (Death Valley Days)
  - Saison 8, épisode 1 Olvera (1959) : le lieutenant Juan de Toro
  - Saison 14, épisode 19Water Bringer (1966) d'Hal Cooper : le lieutenant
- 1960 : Bonanza, saison 2, épisode 12 Le Sauvage (The Savage) de James Neilson : Dako
- 1960 : Au nom de la loi (Wanted: Dead or Alive), saison 3, épisode 14 La Sorcière (Witch Woman) : Rafael Guerra
- 1962 : Aventures dans les îles (Adventures in Paradise), saison 3, épisode 22 La Fille de la jungle (The Beach at Belle Anse) de Charles F. Haas : Oro
- 1966 : Le Virginien (The Virginian), saison 4, épisode 18 Long Ride to Wind River de Paul Henreid : un indien
- 1966 : Les Espions (I Spy), saison 1, épisode 19 Cuisine à la turque (Turkish Delight) de Paul Wendkos : le 2e employé
- 1966 : Le Fugitif (The Fugitive), saison 4, épisode 7 Second Sight (l'officier Garcia) de Robert Douglas et épisode 8 Wine Is a Traitor (le 2e mexicain) de Gerd Oswald
- 1966-1967 : Sur la piste du crime (The F.B.I.)
  - Saison 2, épisode 3 The Assassin (1966 : le lieutenant Munoz) de Ralph Senensky et épisode 29 The Extortionist (1967 : Carlos Perez) de Gene Nelson
  - Saison 3, épisode 6 By Force and Violence, Part II (1967) de Don Medford : un fermier
- 1967 : Match contre la vie (Run for Your Life), saison 3, épisode 1 Who's Che Guevara? de Michael Ritchie : Felipe
- 1967 : Le Cheval de fer (The Iron Horse), saison 2, épisode 6 Grapes of Grass Valley de Paul Henreid : Manuel
- 1967-1969 : La Grande Vallée (The Big Valley)
  - Saison 3, épisode 1 Joaquim (Joaquin, 1967 : un cow-boy) de Virgil W. Vogel et épisode 18 Miranda (1968 : Lazaro) de Paul Henreid
  - Saison 4, épisode 25 Le Prix d'un rêve (Flight from San Miguel, 1969) de Lawrence Dobkin : Juan
- 1969 : Ma sorcière bien-aimée (Bewitched), saison 5, épisode 30 Merci señor (Samantha & Darrin in Mexico City) : Aragon
- 1970 : La Nouvelle Équipe (The Mod Squad), saison 3, épisode 13 Is There Anyone Left in Santa Paula? : Pedro
- 1971 : Ah ! Quelle famille (The Smith Family), saison 1, épisode 3 L'Ami de la famille (Chicano) d'Herschel Daugherty : Pete Santos
- 1971-1972 : Cannon
  - Saison 1, épisode 16 Plan de vol (Flight Plan, 1971) de Richard Donner : le capitaine Herrera
  - Saison 2, épisode 6 Les Prédateurs (The Predators, 1972) de George McCowan : le shérif Lopez
- 1972 : Mannix, saison 5, épisode 22 La Cible (To Drawn the Lightning) de Don McDougall : le lieutenant Ramon Mendez
- 1972 : The Bold Ones: The New Doctors, saison 4, épisode 6 A Substitute Womb de Richard Donner : Ross
- 1972-1973 : Les Rues de San Francisco (The Streets of San Francisco), saison 1, épisode pilote Les Rues de San Francisco (The Streets of San Francisco, 1972 : le détective Tony) de Walter Grauman et épisode 20 La Piste du serpent (Trail of the Serpent, 1973 : le policier Ben) de John Badham
- 1973 : The New Perry Mason, saison unique, épisode 1 The Case of the Horoscope Homicide de Leo Penn : le juge
- 1973 : Columbo
  - Saison 2, épisode 6 Le Spécialiste (A Stitch in Crime) de Hy Averback : le détective Flores
  - Saison 3, épisode 2 Quand le vin est tiré (Any Old Port in a Storm) de Leo Penn : Dr William Martinez
- 1973 : Kung Fu, saison 2, épisode 3 Le Calice (The Chalice) de Jerry Thorpe : le père Benito
- 1974 : L'Homme qui valait trois milliards (The Six Million Dollar Man), saison 1, épisode 13 Vacances forcées (Run, Steve, Run) de Jerry Jameson : Art Rameriz
- 1974 : L'Homme de fer (Ironside), saison 8, épisode 13 La Chute d'un ange (Fall of an Angel) de Daniel Haller : le sergent Torres
- 1974-1975 : Docteur Marcus Welby (Marcus Welby, M.D.)
  - Saison 5, épisode 14 The Comeback (1974) : Dr Reeves
  - Saison 6, épisode 18 The Time Bomb (1975) de Marc Daniels : M. Timmons
- 1977 : Section contre-enquête (Most Wanted), saison unique, épisode 14 The Hit Man de Richard Lang : l'agent Vic Medina
- 1978 : Quincy (Quincy, M.E.), saison 4, épisode 9 A Night to Raise the Dead de Gene Nelson : Federico Rodriguez
- 1978 : Police Story, saison 5, épisode 3 River of Promises de Lee H. Katzin : l'indien
- 1978 : La croisière s'amuse (The Love Boat), saison 2, épisode 13 Le Célèbre Triangle (El Kid/The Last Hundred Bucks/Isosceles Triangle) d'Allen Baron : le père Ramos
- 1979 : La Conquête de l'Ouest (How the West Was Won), saison 2, épisode 9 Luke de Vincent McEveety : le prêtre
- 1982 : K 2000 (Knight Rider), saison 1, épisode 13 Amnésie (Forget Me Not) : Eduardo Casafranca

#### Téléfilms
- 1969 : Any Second Now (en) de Gene Levitt : Luis de Cordova
- 1971 : Hacksaw de Larry Lansburgh (diffusé en deux parties dans le cadre de l'émission Le Monde merveilleux de Disney) : Cascade Joe
- 1971 : The Impatient Heart de John Badham : Felix Mandez
- 1973 : Chantage à Washington (Savage) de Steven Spielberg : le directeur
- 1979 : Acte de violence (Act of Violence) de Paul Wendkos : le détective Ramirez
- 1989 : The Ed Begley Jr. Show d'Asaad Kelada : le conseiller Figueroa